# Bahnstrecke Ludwigsburg–Markgröningen
| |                                    |                                             |                                             |
| Streckennummer (DB): | 4831                               |                                             |                                             |
| Kursbuchstrecke (DB): | 315c (1944) 320h (1967) 773 (1975) |                                             |                                             |
| Kursbuchstrecke: | 326d (1946)                        |                                             |                                             |
| Streckenlänge: | 8,35 km                            |                                             |                                             |
| Spurweite: | 1435 mm (Normalspur)               |                                             |                                             |
| Maximale Neigung: | 17 ‰                               |                                             |                                             |
| Minimaler Radius: | 300 m                              |                                             |                                             |
| |                                    |                                             |                                             |
| \| \| \| von Stuttgart \| \| \| \| 0,00 \| Ludwigsburg \| 295 m \| \| \| 0,25 \| Hoferstraße \| Hoferstraße \| \| \| 0,65 \| Asperger Straße \| Asperger Straße \| \| \| \| nach Backnang \| \| \| \| \| nach Würzburg \| \| \| \| 1,30 \| August-Bebel-Straße \| August-Bebel-Straße \| \| \| 1,65 \| Fußgängerunterführung \| Fußgängerunterführung \| \| \| 2,36 \| Osterholz \| 307 m \| \| \| \| Anschluss ehemaliges US-Tanklager Osterholz \| \| \| \| 2,40 \| Anschluss ? \| Anschluss ? \| \| \| 3,25 \| Anschluss ? \| Anschluss ? \| \| \| 3,60 \| Anschluss Lotter \| Anschluss Lotter \| \| \| \| Bundesautobahn 81 \| \| \| \| 3,65 \| Streckenende seit 2005 (Spitzkehre) \| Streckenende seit 2005 (Spitzkehre) \| \| \| 3,80 \| Anschluss Aulfinger und Schlachthof \| Anschluss Aulfinger und Schlachthof \| \| \| 4,75 \| Fußgängerunterführung \| Fußgängerunterführung \| \| \| 5,20 \| Wiesenweg \| Wiesenweg \| \| \| 5,53 \| Möglingen (b Ludwigsburg) \| 285 m \| \| \| 6,00 \| Fußgängerunterführung \| Fußgängerunterführung \| \| \| 7,50 \| Umgehungsstraße Markgröningen \| Umgehungsstraße Markgröningen \| \| \| 8,00 \| Anschluss C&A-Verteilzentrum \| Anschluss C&A-Verteilzentrum \| \| \| 8,35 \| Markgröningen \| 285 m \| |                                    |                                             |                                             |
| |                                    | von Stuttgart                               |                                             |
| Bahnhof | 0,00                               | Ludwigsburg                                 | 295 m                                       |
| Brücke | 0,25                               | Hoferstraße                                 | Hoferstraße                                 |
| Brücke | 0,65                               | Asperger Straße                             | Asperger Straße                             |
| Abzweig geradeaus und nach rechts |                                    | nach Backnang                               | nach Backnang                               |
| Abzweig geradeaus und nach rechts |                                    | nach Würzburg                               | nach Würzburg                               |
| Brücke | 1,30                               | August-Bebel-Straße                         | August-Bebel-Straße                         |
| Brücke | 1,65                               | Fußgängerunterführung                       | Fußgängerunterführung                       |
| ehemaliger Haltepunkt / Haltestelle | 2,36                               | Osterholz                                   | 307 m                                       |
| Abzweig geradeaus und ehemals nach rechts |                                    | Anschluss ehemaliges US-Tanklager Osterholz | Anschluss ehemaliges US-Tanklager Osterholz |
| Abzweig geradeaus und ehemals von rechts | 2,40                               | Anschluss ?                                 | Anschluss ?                                 |
| Abzweig geradeaus und ehemals nach rechts | 3,25                               | Anschluss ?                                 | Anschluss ?                                 |
| Abzweig geradeaus und von links | 3,60                               | Anschluss Lotter                            | Anschluss Lotter                            |
| Strecke mit Straßenbrücke |                                    | Bundesautobahn 81                           | Bundesautobahn 81                           |
| | 3,65                               | Streckenende seit 2005 (Spitzkehre)         | Streckenende seit 2005 (Spitzkehre)         |
| Abzweig geradeaus und nach links (Strecke außer Betrieb) | 3,80                               | Anschluss Aulfinger und Schlachthof         | Anschluss Aulfinger und Schlachthof         |
| Brücke (Strecke außer Betrieb) | 4,75                               | Fußgängerunterführung                       | Fußgängerunterführung                       |
| Brücke (Strecke außer Betrieb) | 5,20                               | Wiesenweg                                   | Wiesenweg                                   |
| Bahnhof (Strecke außer Betrieb) | 5,53                               | Möglingen (b Ludwigsburg)                   | 285 m                                       |
| Brücke (Strecke außer Betrieb) | 6,00                               | Fußgängerunterführung                       | Fußgängerunterführung                       |
| | 7,50                               | Umgehungsstraße Markgröningen               | Umgehungsstraße Markgröningen               |
| Abzweig geradeaus und von links (Strecke außer Betrieb) | 8,00                               | Anschluss C&A-Verteilzentrum                | Anschluss C&A-Verteilzentrum                |
| Kopfbahnhof Streckenende (Strecke außer Betrieb) | 8,35                               | Markgröningen                               | 285 m                                       |

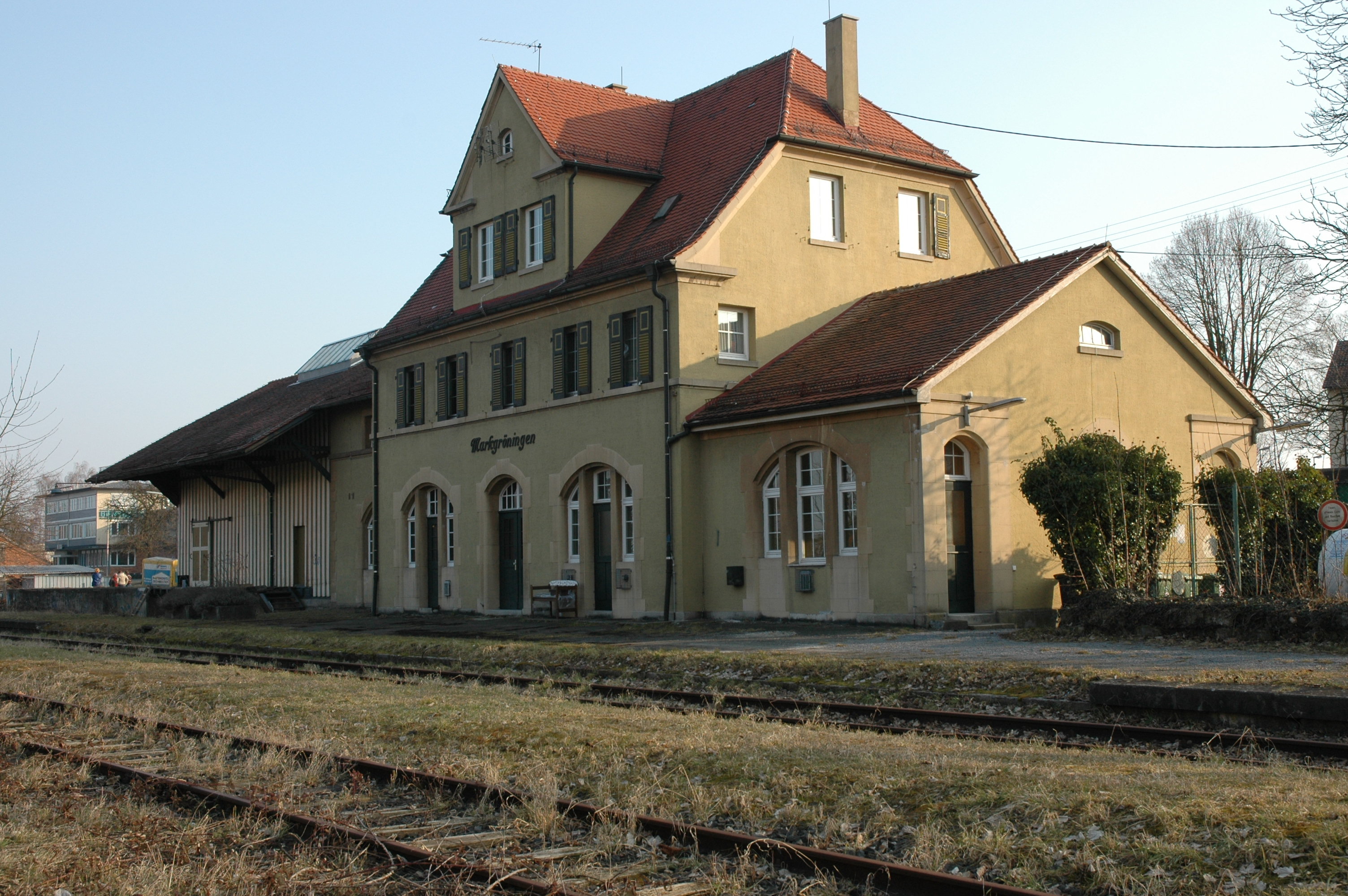
Gleisseite des Bahnhofs Markgröningen, März 2006

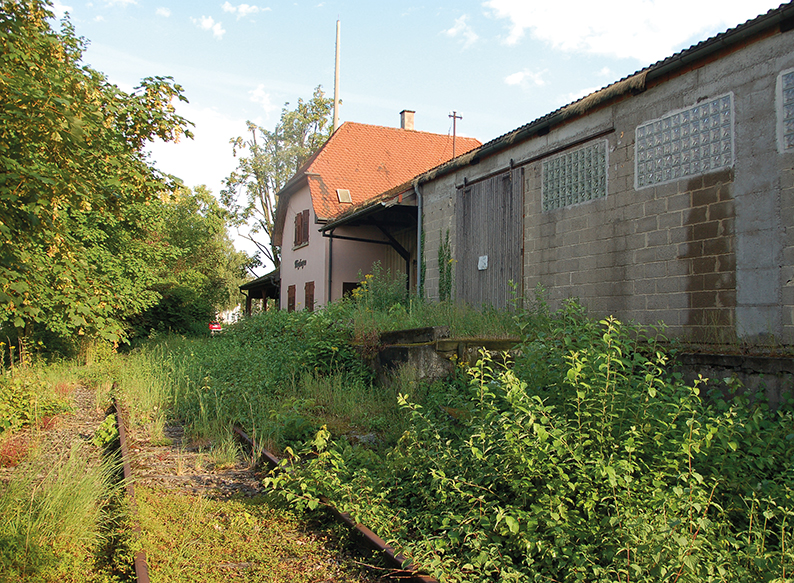
Gleisseite des Bahnhofs Möglingen, Juli 2016

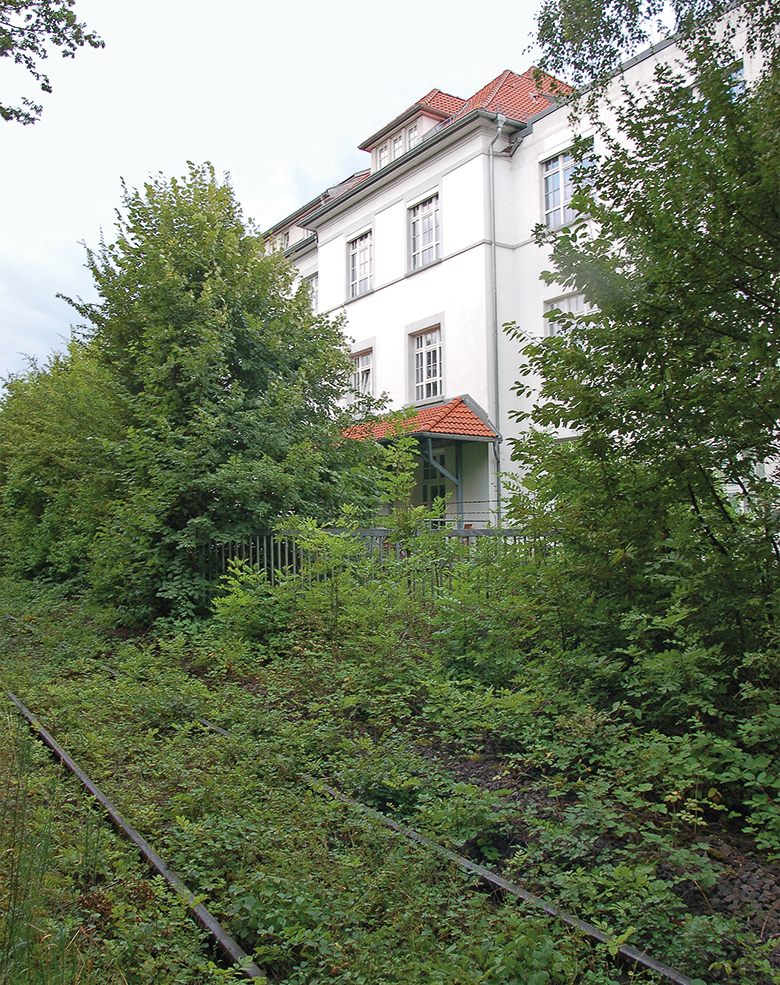
Der ehemalige Haltepunkt Osterholz, Juli 2016

Die Bahnstrecke Ludwigsburg–Markgröningen ist eine 1916 eröffnete normalspurige Stichbahn im Landkreis Ludwigsburg. Auf dem östlichen Teil der ehemals 8,35 Kilometer langen Nebenbahn von Ludwigsburg über Möglingen nach Markgröningen findet heute nur noch Güterverkehr statt, der Teil westlich der Bundesautobahn 81 ist seit 2005 stillgelegt. Die Strecke soll als Teil der Stadtbahn Ludwigsburg reaktiviert werden.

## Geschichte

### Projektierung und Bau
Im Wettbewerb mit Bietigheim um die Trassierung der „Westbahn“ von Ludwigsburg nach Mühlacker blieb Markgröningen in den 1840er Jahren – trotz günstigerer topographischer Voraussetzungen – außen vor. Die ursprünglich favorisierte Trassierung durch das Leudelsbachtal wäre nicht nur kürzer gewesen, sondern hätte auch einen bahngerechten sanften Abstieg ins Enztal ermöglicht und den teuren Bau des Bietigheimer Eisenbahnviadukts vermieden. Seitens des übergangenen Markgröningen kamen dabei Korruptionsvorwürfe auf. Um der beobachteten Stagnation zu entgehen, ließ der Markgröninger Magistrat um 1890 eine Stichbahn von Asperg nach Markgröningen projektieren, was jedoch erfolglos blieb.
Schließlich stellte das „Komitee für Erbauung einer Bahn Ludwigsburg–Vaihingen a. d. E.“ am 1. März 1898 einen Antrag an die Hohe Ständeversammlung in Stuttgart, eine Schmalspurbahn von Ludwigsburg über Eglosheim, Asperg, Markgröningen, Unter- und Oberriexingen, Enzweihingen, Vaihingen an der Enz nach Sersheim mit einer Abzweigung von Enzweihingen über Riet nach Eberdingen zu bauen. Beigelegt waren ein Kostenvoranschlag über 1.649.000 Mark, eine detaillierte Rentabilitätsberechnung, die die erhofften Betriebseinnahmen im Personen-, Güter-, Wagenladungs- und Viehverkehr den erwarteten Betriebsausgaben gegenüberstellte, sowie ein Lageplan der projektierten Strecke. Nachdem der Antrag abgelehnt worden war, beantragten die Kommunen Ludwigsburg, Möglingen und Markgröningen am 23. April 1908 den Bau einer normalspurigen Staatsbahn von Ludwigsburg über Möglingen nach Markgröningen. Um die „Hohe Königliche Staatsregierung“ und die „Hohe Ständeversammlung“ für das abgespeckte Vorhaben zu gewinnen, erklärten sich die beteiligten Kommunen bereit, für die Staatsbahn den Grund zu erwerben und pro Kilometer zusätzlich einen Baukostenzuschuss von 10.000 Mark einzubringen. Eröffnet wurde die wegen des vorgesehenen Weiterbaus durch das Leudelsbachtal im Vorfeld von Markgröningen endende Strecke am 4. Dezember 1916 von den Königlich Württembergischen Staats-Eisenbahnen. Der Lückenschluss über Unter- und Oberriexingen zur 1904 eingeweihten Bahnstrecke Vaihingen–Enzweihingen wurde allerdings nie realisiert.

### Personenverkehr
1944 fuhren werktags noch zwölf reguläre Personenzüge mit Wagen der 3. Klasse in Markgröningen ab. Bis Ludwigsburg waren sie mit zwei Zwischenhalten in Möglingen und am Osterholz 19 Minuten unterwegs. Am 13. März 1945 bombardierten französische Jagdflieger die Lokomotive des aus Markgröningen ausfahrenden Feierabendzugs und nahmen die Passagiere unter Beschuss. Es gab 24 Tote, darunter das vierköpfige Zugpersonal, und rund 50 Verletzte, vor allem Beschäftigte der nach Markgröningen ausgelagerten Produktionsstätten von Krone und Porsche sowie einige russische Kriegsgefangene.

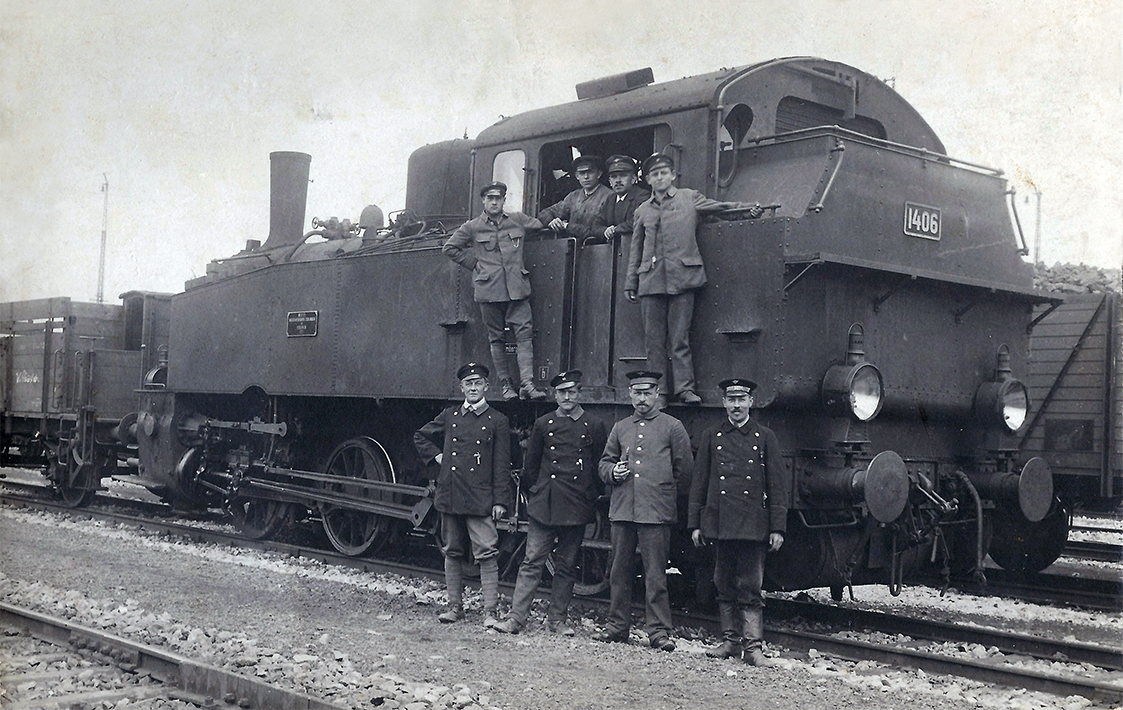
Markgröninger Eisenbahner um 1920 vor der Lokomotive 1406 der Baureihe T6 (DR 92.0)
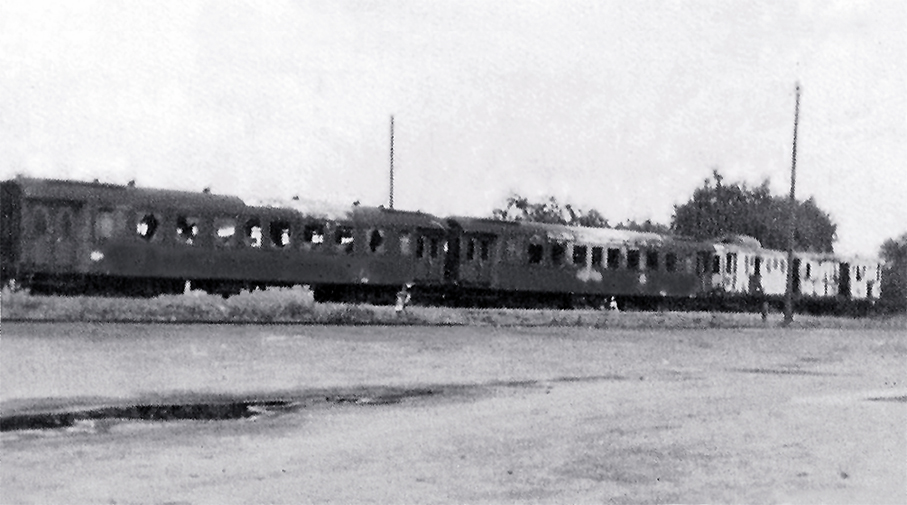
Von Tieffliegern angegriffene Wagen, abgestellt in Markgröningen
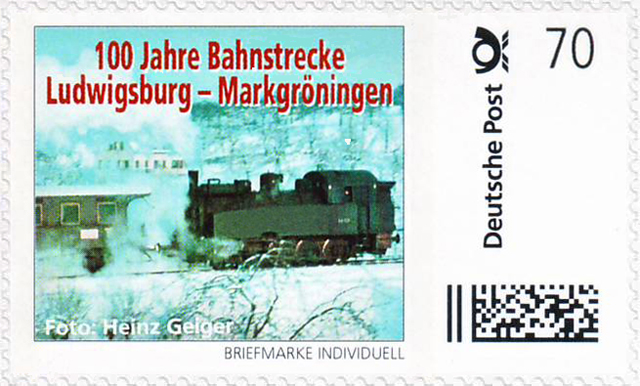
Lokomotive 94.107 auf Briefmarke zum Jubiläum 2016

Ab den 1950er Jahren begann die Deutsche Bundesbahn damit, Rationalisierungsmaßnahmen auf der Strecke durchzuführen und den Personenverkehr auszudünnen. Vereint mit Gemeinderat und Stadtverwaltung forderten die damals über 1000 Pendler vergeblich, dass die Bahn weiterfahren sollte. Am 28. September 1975 stellte die Deutsche Bundesbahn den regulären Personenverkehr ein und stellte die Bedienung der Strecke auf Bahnbusse um. Seit 2019 bedient die Württembergische Bus-Gesellschaft die Strecke.
Zum 75-jährigen Jubiläum der Strecke verband der BUND-Kreisverband Ludwigsburg seinen Naturschutztag mit einem von Markgröninger Vereinen organisierten Bahnhofsfest, um die eingeladenen Abgeordneten und Gemeinderäte für eine Reaktivierung des Personenverkehrs mittels der vom VCD vorgeführten Dieseltriebwagen zu gewinnen. Zusammen mit der Initiative Pro Ermstalbahn organisierte der BUND-Ortsverband Markgröningen nach 1991 mehrere Sonderzugverkehre mit n-Wagen der Deutschen Bundesbahn, jeweils zu den Schäferläufen in Bad Urach und Markgröningen mit örtlichem Pendelverkehr zwischen Hin- und Rückfahrt.
Den jährlichen Pendelverkehr zwischen Ludwigsburg und Markgröningen anlässlich des Markgröninger Schäferlaufs übernahm nach der Bahnreform von 1994 die Stadt Markgröningen. Bis auf 1995, als eine Garnitur der Baureihe 628/928 der Deutschen Bahn AG im Einsatz war, wurden Triebwagen der Württembergischen Eisenbahn-Gesellschaft (WEG) genutzt: anfangs vom Typ NE 81, später modernere Fahrzeuge des Typs Regio-Shuttle, zuletzt am 24. und 25. August 2002. Der für den Schäferlauf 2003 geplante Sonderverkehr musste wegen des schlechten Streckenzustandes kurzfristig wieder abgesagt werden, obwohl der offizielle Fahrplan bereits veröffentlicht war.

### Güterverkehr
Nachdem der Zuckerrübentransport und die Stückgutauslieferung auf die Straße verlagert waren und 2001 das durch ein Industriegleis angeschlossene C&A-Verteilzentrum in Markgröningen geschlossen worden war, bestand in Markgröningen kein regelmäßig bedienter Güterkunde mehr. Die Deutsche Bahn AG kündigte deshalb an, den regelmäßigen Güterverkehr nach Markgröningen zum 27. September 2001 komplett einzustellen. Jedoch wurde Markgröningen auch nach dem Abzug von C&A noch im Güterverkehr bedient, jetzt allerdings nur noch sporadisch nach Bedarf – zuletzt im März 2002. Die allerletzte Fahrt eines Zuges nach Markgröningen war dann der Transport eines Großtransformators für das Umspannwerk bei Pulverdingen am Montag, dem 11. August 2003, als außerplanmäßiger Sonderzug.

### Stilllegung

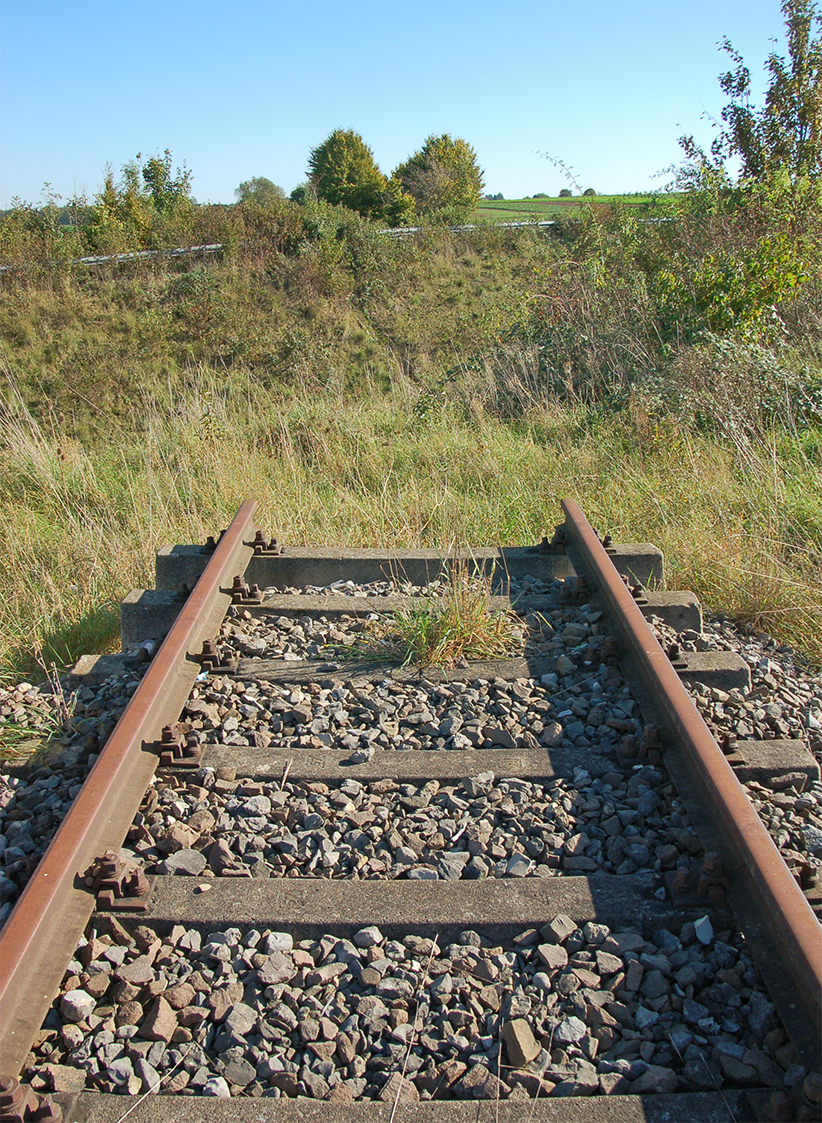
Gleisunterbrechung bei der Ortsumgehung Markgröningen

Anschließend stellte die Deutsche Bahn AG beim Eisenbahnbundesamt den Antrag auf Stilllegung des Streckenabschnitts zwischen dem Anschluss des Ludwigsburger Unternehmens Lotter und dem Endbahnhof Markgröningen. Diesem Antrag wurde schließlich am 24. August 2005 stattgegeben. Der westliche Streckenabschnitt wurde zum 1. Oktober 2005 formal stillgelegt. Diese Stilllegung war unter anderem notwendig, um mit dem Bau des zweiten Abschnitts der Markgröninger Ortsumgehung beginnen zu können. Hierzu musste der Bahndamm vor Markgröningen auf einem kurzen Teilstück abgetragen werden, bei dieser Baumaßnahme wurde jedoch auf eine mögliche Reaktivierung Rücksicht genommen. Die neue Straße verläuft als Bauvorleistung in einem sechs Meter tiefen Einschnitt – und damit drei Meter tiefer als die Trassenführung der Straße erfordert; die Bahn könnte die Straße künftig mit einer Brücke überqueren.

### Heutige Situation

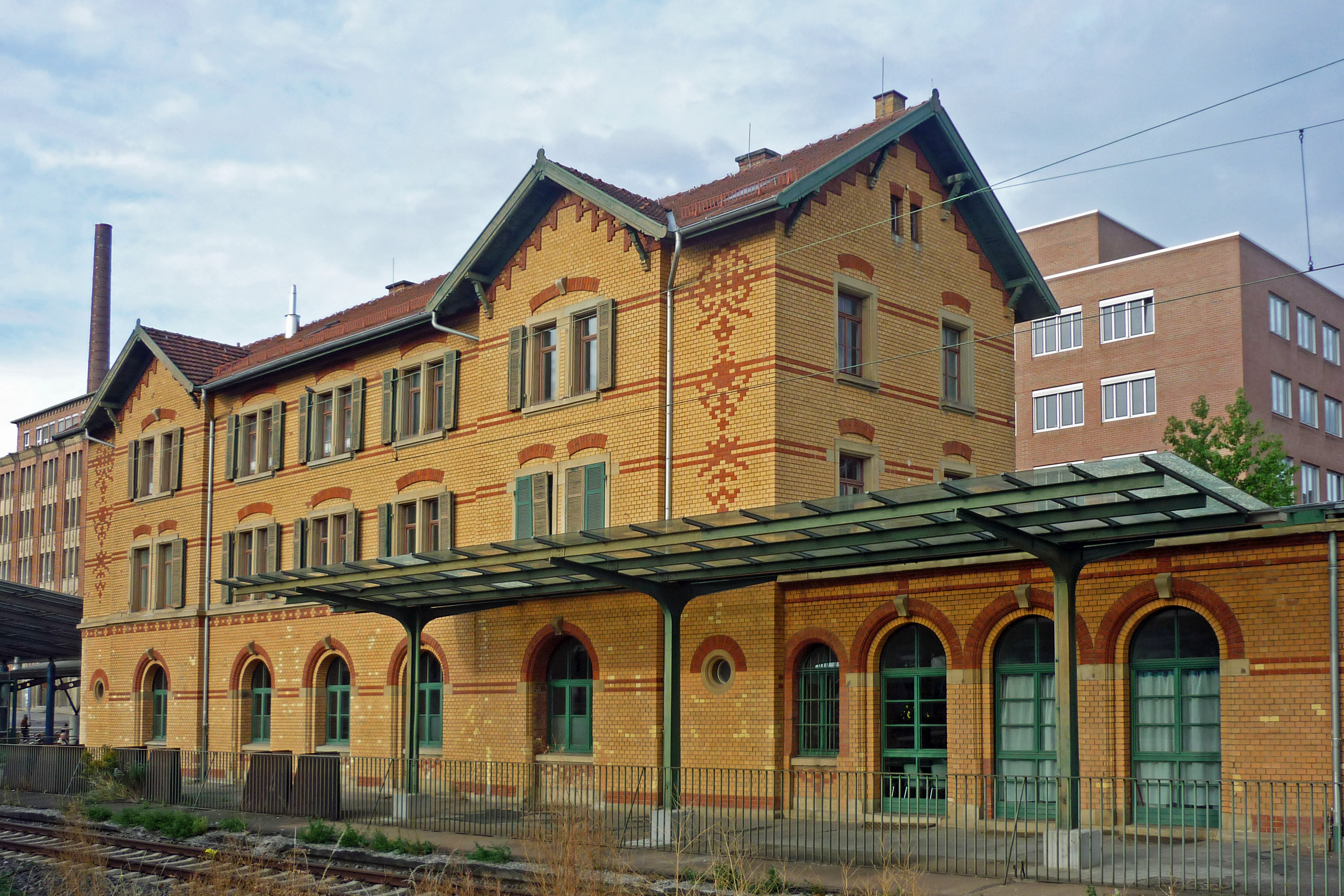
Die aus Markgröningen kommenden Züge sollen bis Kornwestheim durchgebunden werden

Im Zuge der Stilllegung des westlichen Teils wurde der weiterhin betriebene östliche Restabschnitt, der bis zum Unternehmen Lotter führt, formal in ein Bahnhofsgleis des Bahnhofs Ludwigsburg umgewidmet und an Lotter verpachtet. Lotter wird bis heute einmal pro Werktag mit Flüssiggas in Kesselwagen beliefert. Unabhängig davon besitzt Lotter etwas weiter östlich noch ein zweites Anschlussgleis an der Industriebahn Ludwigsburg. Der Bahnhof Markgröningen steht als Sachgesamtheit unter Denkmalschutz.

## Reaktivierungsdiskussion
Das 1991 von BUND und VCD vorgestellte Konzept zur Reaktivierung des Personenverkehrs sah einen täglich 15-stündigen Betrieb mit niederflurigen Triebwagen vor, die zwischen Ludwigsburg und Markgröningen im Halbstundentakt mit zwei Zwischenhalten in Möglingen verkehren sollten. Um dies zu realisieren, hätten die Strecke saniert und die manuell vom Zugpersonal zu betätigenden Bahnübergänge automatisiert werden müssen.
Zur Prüfung des Potenzials und der möglichen Gestaltung des Personenverkehrs hat die Öffentliche Hand seit 1992 verschiedene Untersuchungen beauftragt. Alle Pläne beinhalten in Möglingen einen zusätzlichen Haltepunkt im Osten des Ortes, wo der Schwerpunkt der Siedlungsentwicklung in den letzten Jahrzehnten des 20. Jahrhunderts lag. Über einen Betrieb zwischen den derzeitigen Streckenendpunkten hinaus waren bisher einige Erweiterungsvarianten in der Diskussion. Auch ein Betrieb im Rahmen der vorgeschlagenen Stadtbahn Ludwigsburg nach den Regeln der BOStrab ist dabei eine Option.
Von Markgröningen:
- Streckenneubau nach Schwieberdingen zum Entwicklungszentrum der Robert Bosch GmbH[10]

Von Ludwigsburg:
- Neubau einer Strecke nach Remseck mit Anschluss an die Stadtbahn Stuttgart. Dabei würde der Ludwigsburger Stadtteil Oßweil oder das zu Kornwestheim und Remseck gehörende Pattonville angebunden.[10] Es gibt auch Überlegungen, die Strecke über Remseck hinaus nach Waiblingen weiterzuführen und somit eine tangentiale Verbindung im Nordosten des Raums Stuttgart herzustellen.[11][12]
- Durchbindung der Züge bis Kornwestheim Personenbahnhof mit möglicher Weiterfahrt über die Schusterbahn nach Esslingen (Neckar) oder über den „Abzweig Salzweg“ nach Korntal beziehungsweise Leonberg.

Dazu gibt es in den Anliegergemeinden Befürworter und Gegner. Vor allem in Möglingen ansässige Gegner schlagen als Alternative einen Ausbau des Busnetzes vor. In Markgröningen befürwortet der Großteil der Bevölkerung eine schnelle Reaktivierung. In Ludwigsburg ansässige Anhänger eines Stadtbahnnetzes wollen keine vorzeitige Bahnreaktivierung, weil sie um die Förderfähigkeit der Niederflur-Stadtbahn fürchten. Im Gegensatz zur Einrichtung einer Stadtbahn bedarf es zur Reaktivierung des Eisenbahnbetriebs allerdings keines aufwendigen Genehmigungsverfahrens, weil der stillgelegte Teil der Bahnstrecke noch gewidmet ist. Einsprüche wären deshalb aussichtslos. Durch die geplanten Änderungen wie Erhöhung der Geschwindigkeit von 50 km/h auf 80 km/h, Hinzufügen einer Oberleitung wird auch für die bestehende Strecke ein Planfeststellungsverfahren notwendig werden.

### Doppelstrategie
Am 3. Mai 2017 sprach sich der Ludwigsburger Gemeinderat einstimmig für die im Landesverkehrsministerium abgestimmte „Doppelstrategie“ aus, die eine umgehende Reaktivierung und die Verlängerung der Bahnstrecke über einen neuen Halt bei der erweiterten W&W-Zentrale nach Kornwestheim und im Ludwigsburger Stadtgebiet vorerst den Einsatz von BRT-Schnellbussen vorsieht. Die Bahnstrecke soll später im Mischbetrieb von Eisenbahn (gemäß Eisenbahn-Bau- und Betriebsordnung) und Niederflur-Stadtbahn (gemäß Straßenbahn-Bau- und Betriebsordnung) genutzt werden. Im Juli 2017 haben sich auch der Gemeinderat von Kornwestheim und der Ludwigsburger Kreistag einstimmig für die Reaktivierung der Bahnstrecke im Rahmen der Doppelstrategie ausgesprochen. Am 27. Februar 2018 votierte der Markgröninger Gemeinderat einstimmig für die Bahnreaktivierung im Rahmen der Doppelstrategie. Vorgesehen sind elektrisch betriebene Nahverkehrstriebwagen ohne Oberleitung, entweder mit Brennstoffzelle oder Akkus, die während der Fahrt zwischen Ludwigsburg und Kornwestheim aus der Oberleitung gespeist werden könnten.

### Planung der Reaktivierung
Im Januar 2019 votierte der Kreistag dafür, die Strecke zu reaktivieren. Es wurde ein Zweckverband „Stadtbahn im Landkreis Ludwigsburg“ gegründet.
Im April 2021 vereinbarten das Land Baden-Württemberg, der Landkreis Ludwigsburg und die Deutsche Bahn, dass letztere die Strecke langfristig an einen Zweckverband als neuen Betreiber verpachten wird. Einem Verkauf stimmte die DB nicht zu.
Im Juli 2021 nannte der Landrat des Kreises Ludwigsburg 2028 als mögliches Datum für erste Fahrten. Nach dem Wechsel des Geschäftsführers wurde Ende 2024 als Termin für eine Aufnahme des Betriebs der Anfang der 2030er Jahre genannt.
Zum Oktober 2021 wurde Frank von Meißner als Geschäftsführer des Zweckverbandes eingesetzt. Er trat im Juli 2024 zurück und wurde kommissarisch durch Michael Ilk ersetzt, der im Februar 2025 offiziell bestellt wurde.
Das Industriegebiet Schwieberdingen mit dem Entwicklungszentrum von Bosch soll über den Bahnhof, Schulzentrum und das Neubaugebiet Ziegelei von Markgröningen angebunden werden.
Im Juli 2022 beschloss der Ludwigsburger Gemeinderat mit großer Mehrheit ein dreistufiges Vorgehen: Zuerst die Reaktivierung der Strecke nach Markgröningen, dann Verlängerung nach Pattonville-Remseck/Aldingen und zur Festwiese am Bahnhof Schwieberdingen und im dritten Schritt der Ausbau über die Myliusstraße nach Oßweil. 2024 wurde ein Pachtvertrag der Strecke zum 1. Januar 2026 von der Deutschen Bahn an den Zweckverband Stadtbahn im Landkreis Ludwigsburg abgeschlossen.